# Centro studi David Lazzaretti
Il centro studi David Lazzaretti è un'istituzione nata ad Arcidosso, volta a documentare e divulgare la storia inerente alla vicenda del movimento religioso ottocentesco di David Lazzaretti. Il centro dispone di una vasta raccolta di libri e documenti sulla figura del Lazzaretti e di una sezione espositiva aperta al pubblico situata nella rocca aldobrandesca di Arcidosso.

## Storia
Il centro studi è stato istituito dal Comune di Arcidosso nel 1981, dopo il successo delle iniziative organizzate nel 1978 in occasione del centenario della morte di Davide Lazzaretti. La sezione espositiva del centro studi era allestita originariamente in un salone al secondo piano del palazzo comunale, ed è stata poi trasferita nel 2008 all'interno della rocca aldobrandesca di Arcidosso. Il nuovo allestimento è stato inaugurato il 18 agosto 2008 in occasione del 130º anniversario della morte del Lazzaretti. L'esposizione è stata curata dall'architetto Nello Nanni, con direzione e coordinamento di Carlo Goretti, responsabile del centro studi e allestimento a cura dell'architetto Gabriele Franza. Le immagini e i materiali provengono da tre importanti fondi acquisiti dal Comune: il fondo Massimiliano Romei, il fondo don Filippo Imperiuzzi e il fondo Leone Graziani; alcuni documenti e immagini sono stati messi a disposizione dall'archivio della Fratellanza Giurisdavidica, archivio dei seguaci situato nella frazione di Zancona.

## Edificio
Il centro studi David Lazzaretti ha sede presso il palazzo comunale di Arcidosso.
La sezione espositiva del centro studi è invece situata in tre stanze del secondo piano della rocca aldobrandesca di Arcidosso, imponente fortezza che sovrasta il paese. Risalente all'XI secolo, nucleo originario del borgo fortificato degli Aldobrandeschi, è formata da un edificio in pietra filarotto con base a scarpa e da una torre quadrata merlata che svetta sul lato nord del castello. Fu utilizzato agli inizi del XIX secolo come carcere mandamentale ed è stato oggetto di un sostanzioso intervento di restauro nel 1989, su progetto di Nello Nanni.
Congiuntamente al centro studi è possibile visitare anche le stanze interne del castello, pregevolmente restaurate e utilizzate per ospitare mostre temporanee, e salire sulla cima della torre per ammirare il panorama dall'alto di Arcidosso verso il paese e i borghi sottostanti.

## Sezione espositiva
Il percorso della sezione espositiva del centro studi si snoda in tre sale, in cui sono esposti pannelli sulla biografia, il pensiero e l'opera di Davide Lazzaretti, oltre che oggetti, abiti, manoscritti e altro materiale iconografico, fotografico e audiovisivo relativo alla vita sociale e religiosa della comunità giurisdavidica.

### Prima sala
Nella prima sala sono allestiti sei pannelli che introducono il visitatore alla situazione storico-sociale della Arcidosso ottocentesca, per poi passare a presentare biograficamente il personaggio di Davide Lazzaretti iniziando dalla sua giovinezza, l'attività di barrocciaio, le prime visioni e i ritiri spirituali alla grotta della Sabina, sul monte Labbro e a Montecristo. All'interno di alcune vetrine sono esposte tre tuniche giurisdavidiche – una blu e due rosse – e due drappi, tra cui uno degli stendardi portato in occasione della discesa dal monte Labbro quel fatidico 18 agosto 1878, poco prima della morte del Lazzaretti. È conservata anche una scultura in legno raffigurante Lazzaretti, opera di Assunto Bargagli. Un'ultima installazione espone un carboncino che dipinge Davide morente e un dipinto che illustra la gerarchia giurisdavidica, al cui vertice sta il sacerdote eremita, per poi scendere alle dodici matrone e i sette principi spirituali (secondo livello), le dodici suore di carità e i dodici apostoli (terzo livello), le dodici fanciulle pie e i dodici discepoli (quarto livello) e infine le dodici figlie dei cantici e i dodici musicanti (quinto e livello più basso). Interessante anche la presenza di quattro illustrazioni di Giuseppe Corsini che raccontano, quasi fumettisticamente, la discesa dal monte Labbro del 18 agosto 1878.

### Seconda sala
La seconda sala è dedicata alla predicazione del Lazzaretti e ai tre istituti da lui fondati: l'Istituto degli eremiti penitenzieri e penitenti, la Santa lega, detta anche Fratellanza cristiana, e la Società delle famiglie cristiane. Inoltre, cinque pannelli raccontano la storia della costruzione, dell'abbandono e del recupero degli edifici sacri del monte Labbro (chiesa, eremo, grotta e Torre Giurisdavidica), dove Lazzaretti, insieme ad un'ottantina di seguaci, si era ritirato in preghiera e aveva fondato una comunità. Di fianco, una piccola stanza, arredata con cartelloni, poster e manifesti legati al David, è adibita a saletta video.

### Terza sala
La terza e ultima sala ricostruisce cronologicamente i processi che videro coinvolto Davide Lazzaretti, i suoi rapporti con le autorità religiose e civili, il suo viaggio in Francia e alla Certosa di Grenoble, e infine gli ultimi giorni e la processione finale del 18 agosto 1878, quando un carabiniere uccise Lazzaretti colpendolo alla testa. Altri pannelli raccontano le vicende dei seguaci giurisdavidici: il processo di Siena del 1879, conclusosi con l'assoluzione di tutti gli imputati, la cronologia dei sacerdoti che guidarono la chiesa giurisdavidica, con foto e biografie delle principali figure della comunità, dalla morte del Lazzaretti alla fine del XX secolo. All'interno della sala sono situate tre teche di vetro che espongono cimeli, costumi, strumenti e testi appartenuti al David e ai suoi seguaci. Nella prima teca sono conservati alcuni costumi indossati nella processione del 1878, un marchio in ferro con il simbolo giurisdavidico utilizzato per la segnatura di animali e oggetti, alcuni libretti colonici della Società delle famiglie cristiane e testimonianze della vita comunitaria; nella seconda teca sono esposte alcune opere edite di Davide Lazzaretti, una sua "reliquia", una lettera autografata e il bastone personale di Lazzaretti, e il terzo volume della Morale, opera inedita e non conosciuta; la terza teca contiene alcuni oggetti appartenuti a don Filippo Imperiuzzi, secondo sommo sacerdote giurisdavidico, come un cappello in feltro nero, una sua fotografia ed alcuni suoi manoscritti.